# Haageocereus longicomus
Haageocereus longicomus là một loài thực vật có hoa trong họ Cactaceae. Loài này được (F. Ritter) P.V. Heath mô tả khoa học đầu tiên năm 1955.